# Литвяков, Михаил Сергеевич
Михаи́л Серге́евич Литвяко́в (род. 17 мая 1938, Пушкин) — советский режиссёр документального кино. Заслуженный деятель искусств РСФСР, лауреат Государственной премии СССР (1983).

## Биография
Родился в городе Пушкин под Ленинградом. По окончании школы поступал на актёрское отделение в Ленинградский театральный институт и затем в медицинский. Не пройдя по конкурсу, с марта 1956 года учился в Ленинградском техникуме железнодорожного транспорта. С 1957 года работал во Всероссийском научно-исследовательском геологическом институте имени А. П. Карпинского техником-геофизиком, участвовал в геологической экспедиции в бассейн реки Котуй на Таймыре. Отслужив в Советской армии в зенитно-ракетных войсках на Байконуре, демобилизовался в 1960 году.
Не пройдя по конкурсу во ВГИК, по инициативе друга семьи кинооператора Бориса Дементьева пришёл работать на Ленинградскую студию документальных фильмов в качестве ассистента оператора, участвовал в съёмках фильмов «Добрые соседи» (1960), «Крылатые лыжники» (1961). Со второй попытки в 1961 году поступил во ВГИК в режиссёрскую мастерскую И. П. Копалина. Летом 1961 года и с мая по октябрь 1964 года работал ассистентом режиссёра на Центральной студии документальных фильмов (фильм «Страницы бессмертия», 1964). После окончания института в 1965 году принят режиссёром на Ленинградскую студию документальных фильмов.
В 1966 году участвовал в 1-м Международном фестивале студенческих фильмов в Чехословакии. Снялся в эпизодической роли в игровом фильме «Дневник директора школы» (1975). В 1980-е годы преподавал режиссуру в Ленинградском государственном институте культуры. С 1989 года организатор и президент Международного фестиваля документальных, короткометражных игровых и анимационных фильмов; президент Санкт-Петербургской общественной организации «Международный центр неигрового кино и телевидения «Кентавр».
Кроме фильмов является автором выпусков кинопериодики: «Ленинградская кинохроника», «Наш край», «Новости дня».
Член КПСС С 1980 года. Член Союза кинематографистов СССР (Ленинградское отделение), член Союза кинематографистов России, член правления СК Санкт-Петербурга.

### Семья
- жена — Ирина Павловна Калинина (род. 1936), кинорежиссёр-документалист[2].

## Фильмография
Режиссёр
- 1962 — Охота на лис
- 1963 — 18 одержимых (телевизионный)
- 1963 — Крыши
- 1965 — Вечный бой
- 1965 — Сувенир (студенческий фильм)
- 1966 — До свидания, мама
- 1966 — Трудные ребята
- 1967 — Мы — мастера
- 1968 — Коэффициент напряжения
- 1968 — Люди земли Кузнецкой
- 1969 — Белый континент
- 1969 — Здравствуй, Россия (совместно с И. Калининой)
- 1970 — Встреча с Россией (совместно с И. Калининой)
- 1970 — Компас поколения
- 1971 — Без срока давности
- 1971 — Поправка на красоту (совместно с В. Гурьяновым)
- 1971 — Слушайте сказку (совместно с И. Калининой)
- 1972 — Корабли начинаются с имени
- 1973 — Дело, которого могло не быть
- 1973 — Это беспокойное студенчество (совместно с И. Калининой)
- 1974 — Снилось мальчишке море
- 1975 — Особый батальон
- 1976 — Девятая высота (совместно с И. Калининой)
- 1977 — Горизонты России (совместно с И. Калининой)
- 1977 — Есть такие поводы
- 1977 — Тамара Чистякова
- 1978 — Крестьянский двор. Проблемы и мнения
- 1978 — Шаги энергетики
- 1979 — Жизнь после жизни
- 1979 — Крестьянский двор
- 1979 — Поют самолёты (совместно с И. Калининой)
- 1980 — Торговое обслуживание на Олимпиаде — 80 в Ленинграде
- 1982 — Мы не сдаёмся, мы идём!
- 1982 — Советский диплом (совместно с И. Калининой)
- 1983 — Годы и судьбы
- 1984 — Виктор Астафьев
- 1984 — Горькие вдовы
- 1985 — Золото Зенита
- 1985 — Католики в СССР (совместно с И. Калининой)
- 1985 — Ленинградский сувенир
- 1985 — Спасти священный дар жизни
- 1986 — Время вспомнить
- 1987 — Хлеб и соль
- 1988 — Где выход из лабиринта? (совместно с И. Калининой)
- 1988 — С дружеским визитом
- 1988 — Тысяча лет и три дня
- 1990 — Где-то возле Огненной Земли
- 1990 — Иван Селиванов (совместно с И. Калининой)
- 1990 — Муза изгнания
- 1991 — Зажечь свечу (совместно с И. Калининой)

Сценарист
- 1962 — Охота на лис
- 1963 — Крыши
- 1965 — Вечный бой
- 1966 — До свидания, мама (совместно с М. Массом)
- 1966 — Трудные ребята
- 1968 — Люди земли Кузнецкой (совместно с В. Алексеевым)
- 1969 — Белый континент
- 1970 — Компас поколения (совместно с М. Серебренниковым)
- 1971 — Без срока давности (совместно с И. Лисочкиным)
- 1971 — Слушайте сказку (совместно с И. Калининой)
- 1974 — Снилось мальчишке море (совместно с В. Венделовским)
- 1977 — Тамара Чистякова
- 1978 — Шаги энергетики (совместно с А. Зорким)
- 1979 — Жизнь после жизни
- 1980 — Торговое обслуживание на Олимпиаде — 80 в Ленинграде (совместно с Г. Сысоевым)
- 1985 — Ленинградский сувенир (совместно с Г. Позняковой)
- 1987 — Хлеб и соль (совместно с А. Кямяряйнен)
- 1988 — Тысяча лет и три дня (совместно с Г. Сысоевым)
- 1990 — Иван Селиванов (совместно с И. Калининой)

## Награды и премии
- Заслуженный деятель искусств РСФСР[1];
- Государственная премия СССР (1983) — за документальный фильм «Мы не сдаёмся, мы идём» (1982)[3];
- Государственная премия РСФСР имени братьев Васильевых (1977) — за документальный фильм «Девятая высота» (1976)[3];
- приз Международного кинофестиваля неигрового и анимационного кино в Лейпциге (1974) — за фильм «Это беспокойное студенчество» (1973)[1];
- приз XI Вкф в Ереване (1978) — за фильм «Тамара Чистякова» (1977)[5];
- приз Мкф в Лейпциге (1980) — за фильм «Поют самолёты»[3];
- специальный приз Мкф в Лейпциге (1983) — за фильм «Мы не сдаёмся, мы идём!» (1982)[3];
- приз XVI Вкф в Ленинграде (1983) — фильму «Мы не сдаёмся, мы идём!» (1982) — за раскрытие темы интернационализма[6];
- медаль «За трудовую доблесть» (14 ноября 1980) — за большую работу по подготовке и проведению Игр XXII Олимпиады[7];